# التقسيم الجهوي المغربي 2015
| التقسيم الإداري الجهوي للمغرب 1997 | جهَات الممْلكة المغْربية ( 2015-الآن) | جهَات الممْلكة المغْربية ( 2015-الآن) | جهَات الممْلكة المغْربية ( 2015-الآن) | جهَات الممْلكة المغْربية ( 2015-الآن) | جهَات الممْلكة المغْربية ( 2015-الآن) |
| الجهة                              | المركز                             |                                    |                                    |                                    |                                    |
| 1. جهة طنجة تطوان الحسيمة          | طنجة                               |                                    |                                    |                                    |                                    |
| 2. جهة الشرق                       | وجدة                               |                                    |                                    |                                    |                                    |
| 3. جهة فاس مكناس                   | فاس                                |                                    |                                    |                                    |                                    |
| 4. جهة الرباط سلا القنيطرة         | الرباط                             |                                    |                                    |                                    |                                    |
| 5. جهة بني ملال خنيفرة             | بني ملال                           |                                    |                                    |                                    |                                    |
| 6. جهة الدار البيضاء سطات          | الدار البيضاء                      |                                    |                                    |                                    |                                    |
| 7. جهة مراكش آسفي                  | مراكش                              |                                    |                                    |                                    |                                    |
| 8. جهة درعة تافيلالت               | الرشيدية                           |                                    |                                    |                                    |                                    |
| 9. جهة سوس ماسة                    | أكادير                             |                                    |                                    |                                    |                                    |
| 10. جهة كلميم واد نون              | كلميم                              |                                    |                                    |                                    |                                    |
| 11. جهة العيون الساقية الحمراء     | العيون                             |                                    |                                    |                                    |                                    |
| 12. جهة الداخلة وادي الذهب         | وادي الذهب                         |                                    |                                    |                                    |                                    |

التقسيم الجهوي المغربي 2015 هو تقسيم تم تطبيقه سنة 2015 بعد محدودية نتائج التَقسيم الجهوي لسنة 1997، فابتداء من سنة 2010، تم الإعلان عن برنامج حكومي يهدف إلى إعطاء الحكم الذاتي لكل جهة من جهات المغرب، وهكذا تم إنشاء اللجنة الاستشارية للجهوية وهي منظمة حكومية تهدف إلى صياغة نموذج مغربي للأقاليم ذاتية الحكم. وهكذا قامت اللجنة بإنشاء تقرير تحت مسمى (أطلس التقطيع الجهوي المقترح) والذي تضمن اثْنا عشْر جهة
وقد تم اعتماد هذا النموذج سنة 2015 ، حيث تمّ تقسيم المملكة المغربية إلى 12 جهَة, بحيثُ تمّتع كل جهة منها بصلاحيات أكبر,

## خصائص التقسيم
يختلف هذا التقسيم عن التقسيمات الجهوية السابقة، إذ تمت إضافة عدة تعديلات عليه حيث تنقسم كلّ جهة إلَى عدّة أقاليم وعمالات يختلف تَوزيعها من جهةِ إلى أُخرى والّتي يبلغ عددُها 13 عمَالة و62 إقْليماً. ويتكوّن الإقلِيم أو العمَالة من جماعات حضرّية أو قرويّة وبلَديات وكَذا مقَاطعات ودوائِر. تتوفّر كُل جِهة على مرْكز يمثّل أحَد الأقَاليم أو العَمالات التّابعة لهَا.
كما يتميز هذا التقسيم بمجموعة من الخصائص الجغرافية والاجتماعية منها تفاوت المساحة المجالية للجهات، وتفاوت على مستوى أعداد الساكنة[ ؟ ] بين الجهات حيث تبلغ مساحة جهة العيون الساقية الحمراء 140.018 كم² بسَاكنة تقدُّر ب367.758 فرداً بحيثُ تعْتبر أكبَر جهَة في المغرب مسَاحةََ وثَاني أقلّ جهة من حيثُ عدد السكّان بعْد جهة الداخلة وادي الذهب وتشكلُ نسبَة 19.7 من مسَاحة المملكة المغربية الإِجمالية. أمّا أصغَر جهة من حيثُ المساحَة فهي جهة طنجة تطوان الحسيمة وتبلغُ مساحتُها نحو 15.120 كم² وتشكّل نسبة 1.93 بالمئة من مجمُوع مساحَة المغرب.
| - (2) إقليم فكيك - (8) جهة درعة تافيلالت | - (3) جهة فاس مكناس - (5) جهة بني ملال خنيفرة |  |